# FireFTP
FireFTP is een opensource-FTP-client voor op Mozilla-gebaseerde webbrowsers zoals Firefox, SeaMonkey en Pale Moon. FireFTP werkt als een extensie in de webbrowser en ondersteunt FTP, FTPS en SFTP. De GUI van FireFTP lijkt op die van WS FTP.

## Functies
FireFTP wordt gestart via het Tools-menu. Wanneer FireFTP gestart is, zijn er twee panelen te zien. Op het linkerpaneel staat de lokale schijf, op het rechterpaneel staat de inhoud van de webserver nadat deze verbonden werd. Tussen de twee panelen zijn er knoppen om bestanden te downloaden of te uploaden.
Om met een FTP-server te verbinden kan de sitenaam direct ingegeven worden met QuickConnect of kan er gebruikgemaakt worden van de accountmanager. De accountmanager kan accountgegevens opslaan, waaronder de site, de gebruikersnaam, het wachtwoord, de beveiligingsinstellingen en of een site in passieve- of actieve modus moet worden geopend.
FireFTP ondersteunt het offline opslaan van bestandslijsten, en het kan ook lokale- en onlinemappen vergelijken. De verbinding kan opgezet worden via een proxyserver en het is mogelijk nadat de verbinding verloren is gegaan automatisch opnieuw te verbinden. FireFTP opent automatisch alle ' ftp://-links ' in Mozilla-gebaseerde webbrowsers zoals Firefox.
De enige beperking waar het programma mee te kampen heeft is het overdragen van een bestand groter dan 4 GB.